# 朱俊柵
山阴庄宪王朱俊柵（16世纪—1603年），明朝山阴僖顺王朱聪澍嫡长子，明朝第五代山阴王。

## 生平
嘉靖三十四年（1555年），生父朱聪澍去世。三十七年（1558年）七月，明世宗傳诏遣武安侯鄭崑等為正使、尚寶司卿王有壬等為副使，持節冊封朱俊柵袭封山陰王，夫人李氏為山陰王妃。
先前襄垣王朱仕㙺获罪被废，由其弟镇国将军朱仕坯管襄垣王府事。明朝宗室郡王按例不能由旁支承袭，否则视为“冒封”，但朱仕坯的嫡长子辅国将军朱成鍨贿赂礼部尚书严嵩，使得朱仕坯被续封为襄垣王，并由朱成鍨袭封。嘉靖四十五年（1566年）朱成鍨去世后，曾长孙（郡王的曾孙辈继承人）朱充煌意图隐瞒冒封一事，袭封为王。襄垣王府宗室镇国中尉朱俊橇揭发朱仕坯冒封，朱俊柵也上疏请求依照新制定的《宗藩条例》革除朱充煌的曾长孙身份，废除襄垣王的封爵。十二月，朱充煌指使家奴冒充襄垣国宗室为自己上疏保奏。山阴、襄垣两国宗室互相弹劾。最后明穆宗革除朱充煌的曾长孙身份，以辅国中尉本职管理府事，襄垣国除。
隆庆三年（1569年）八月，山西抚按官靳学颜等请求如礼部议，命晋、瀋二王府及其下包括山阴王府在内的各王府各自建立宗学，聘请儒者为师傅教导宗室子弟，穆宗准奏。
万历八年（1580年）正月，朝廷賜朱俊柵四書五經集註各一部，所建書院賜額名樂善。九年（1581年）正月，因朱俊柵请求，实施上述赏赐。
朱俊柵多才艺，好佛数，数次上书请求让宗藩参与科举，明神宗没有回应。万历十四年（1586年）六月，礼部称朱俊柵奏称：昔年朝廷派給事中萬象春按行三省議處宗藩事宜，其中一十六款，有可行者十款，不妥者六款，所謂十款可行者是議額祿、議催徵、議餘祿、議封爵、議城禁、議刑責、議選婚、議庶宗、議另城、議王官，其間議論詳切，可以革夙弊、便宗藩，但限封爵一款規定宗室之子皆得受封，僅限制俸祿數目，郡王除長子外給五子俸祿、將軍四子、中尉庶人三子，這是均俸祿的良法，但中尉、庶人俸祿太少，應該與將軍同例，請求聖恩適當再添一子俸祿；六款不妥者是議開業、議奏請、議報生、議報孕、議宗學、議儀賓，朱俊柵再奏四條，補偏費、懷幼、協法理、恤庶宗。礼部覆奏称宗藩日盛，祿粮每年都在增加，近来有司供給艱難，司農總說告罄，先前經言官建議，均祿、限封諸條應該因時變通，以為經久之計，已經題奏行各撫按及各該親郡王條議，到時大集廷臣會議，但均祿一事各宗條奏不一，多寡由戶部職掌，宜令户部清查參酌。神宗同意。
朱俊柵奏请为从高墻放回的有罪宗室叔父朱聪滞的庶次子乾哥等九人賜名和请求名粮。万历十五年（1587年）三月，神宗下旨准许赐名，终身赐名糧十二石。
万历十七年（1589年）九月，朱俊柵自称年老，请求以庶長子朱充熙攝理府事，获准。万历二十三年（1595年）六月，因朱俊柵一天打死六个家奴，罰俸米二年，次子鎮國將軍朱充𤍘革祿米三分之一。万历二十五年（1597年）二月，朱俊柵请求神宗立储，并剪下头髮隨奏本進獻，但是神宗没有答复。万历三十一年（1603年），朱俊柵逝世，四十七年（1619年）正月，朝廷赐谥号庄宪。天启三年（1623年）六月，朱充熙袭封。